# Edmílson dos Santos Silva
Edmílson dos Santos Silva (sinh ngày 15 tháng 9 năm 1982) là một cầu thủ bóng đá người Brasil.

## Sự nghiệp câu lạc bộ
Edmílson dos Santos Silva đã từng chơi cho Albirex Niigata và Urawa Reds.